# Пропомакрус кіпрський
Пропомакрус кіпрський (Propomacrus cypriacus) — вид жуків з родини пластинчастокрилих (Scarabaeidae).

## Поширення
Ендемік Кіпру. Вид рідкісний, а його сильно фрагментований ареал розкиданий по всьому острові. Трапляється у лісах зі старими деревами.

## Опис
Великі довгасті жуки. Голова маленька, налічники спереду трапецієподібно звужені і на передньому краї дещо закруглені. Надкрила довгасті, із закругленими боками і сильними плечовими горбами. Пігідій невеликий, плоский. Груди в рудих волосках. Передні ноги у самця сильно подовжені. Передні стегна самця довгі, спереду посередині несуть зубець, передні гомілки також сильно подовжені, зігнуті, зовні мають численні зубці.

## Спосіб життя
Жук повністю залежить від гнилих серцевин дуже старих дерев. І імаго, і личинки мешкають в деревостанах старих дерев Quercus infectoria, рідше в Ceratonia siliqua.